# Большие Лесковичи
Большие Лесковичи (бел. Вялікія Лясковічы) — деревня в Берёзовском районе Брестской области Белоруссии. Входит в состав Сигневичского сельсовета.

## География
Деревня находится в центральной части Брестской области, при автодороге Н-81, на расстоянии приблизительно 20 километров (по прямой) к югу от города Берёза, административного центра района. Абсолютная высота — 150 метров над уровнем моря. Площадь населённого пункта — 2,241 км².

## История
По состоянию на 1905 год, в Больших Лесковичах проживало 436 человек. В административном отношении деревня входила в состав Черняковской волости Пружанского уезда Гродненской губернии.
Согласно Рижскому мирному договору (1921), деревня вошла в состав межвоенной Польши. Входила в состав гмины Чернякув Пружанского повета Полесского воеводства Польши. В 1921 году числилось 443 жителя, проживавших в 87 домах. В этническом составе населения того периода белорусы составляли 65 %, поляки — 35 %. В конфессиональном составе населения преобладали православные христиане (95 %).
С 1939 года в БССР, с 1940 года деревня в составе Пешкинского сельсовета, который в 1954 году был переименован в Борковский сельсовет.

## Население
По данным переписи 2019 года, в деревне проживало 157 человек.
| Год  | Население, человек |
| ---- | ------------------ |
| 1905 | 436                |
| 1921 | ↗ 443              |
| 2009 | ↘ 244              |
| 2019 | ↘ 157              |